# 维拉塔
维拉塔（義大利語：Villata），是意大利韦尔切利省的一个市镇。总面积14平方公里，人口1622人，人口密度115.9人/平方公里（2009年）。ISTAT代码为002164。